# Галич, Станислав
Станислав Галич (серб. Станислав Галић, Stanislav Galić; род. 12 марта 1943 года в населённом пункте Голеш (современная Босния и Герцеговина)) — сербский генерал и военный деятель, известный военачальник армии боснийских сербов в период войны в Боснии и Герцеговине.

## Биография
Станислав Галич родился 12 марта 1943 года в населённом пункте Голеш (Босния и Герцеговина). С 10 сентября 1992 по 10 августа 1994 года он возглавлял Сараевско-Романийский корпус Войска Республики Сербской, действовавший в районе Сараево. После окончания войны он вышел на пенсию и работал военным советником Николы Поплашена. 
26 марта 1999 года МТБЮ выдвинул против него обвинение в совершении преступлений во время осады Сараева: снайперской стрельбе по мирным гражданам и терроре мирного населения. Об этом стало известно только 20 декабря. В тот же день он был арестован: три машины миротворцев блокировали его автомобиль. Причем, по некоторым данным, в ходе задержания Галич получил лёгкие телесные повреждения. На следующий день он был доставлен в Гаагу. 29 декабря он заявил, что невиновен ни по одному пункту обвинения. Суд начался 3 декабря 2001 и длился до 9 мая 2003 года. Приговор огласили 5 декабря того же года: 20 лет заключения. Однако 30 ноября 2006 года Апелляционная палата пересмотрела данное решение и Галича приговорили к пожизненному лишению свободы. 15 января 2009 года генерал Станислав Галич был отправлен отбывать наказание в Германию.